# Lubosz
Lubosz – wieś sołecka w Polsce położona w województwie wielkopolskim, w powiecie międzychodzkim, w gminie Kwilcz, przy drodze krajowej nr 24. Drugie pod względem ludności sołectwo w gminie Kwilcz, czwarte w powiecie międzychodzkim.

## Opis
Wieś szlachecka położona była w 1580 roku w powiecie poznańskim województwa poznańskiego.
W okresie Wielkiego Księstwa Poznańskiego (1815-1848) miejscowość należała do wsi większych w ówczesnym pruskim powiecie Międzychód w rejencji poznańskiej. Lubosz należał do okręgu kwileckiego tego powiatu i stanowił odrębny majątek, którego właścicielem był wówczas Daniel Barth. Według spisu urzędowego z 1837 roku wieś liczyła 390 mieszkańców, którzy zamieszkiwali 42 dymy (domostwa).
W latach 1954–1972 wieś należała i była siedzibą władz gromady Lubosz. W latach 1975–1998 miejscowość administracyjnie należała do województwa poznańskiego.
Wieś położona jest nad dwoma jeziorami: Lubosz Wielki oraz Luboszek.
W miejscowości jest Szkoła Podstawowa im. Konstytucji 3 Maja.